# Тебартц-ван Элст, Франц-Петер
Франц-Петер Тебартц-ван Эльст (нем. Franz-Peter Tebartz-van Elst, 20 ноября 1959 года, Кевелар, Германия) — католический прелат, епископ Лимбурга с 28 ноября 2007 года по 26 марта 2014 года.

## Биография
26 мая 1985 года Франц-Петер Тебартц-ван Эльст был рукоположён в священника, после чего служил в приходах епархии Мюнстера.
14 ноября 2003 года Римский папа Иоанн Павел II назначил Франца-Петера Тебартц-ван Эльста вспомогательным епископом епархии Мюнстера и титулярным епископом Гируса Таразийского. 18 января 2004 года состоялось рукоположение Франца-Петера Тебартц-ван Эльста в епископа, которое совершил епископ Мюнстера Райнхард Леттманн в сослужении с архиепископом Гамбурга Вернером Тиссеном и вспомогательным епископом епархии Мюнстера и титулярным епископом Гордуса Альфонсом Деммингом.
28 ноября 2007 года Римский папа Бенедикт XVI назначил Франца-Петера Тебартц-ван Эльста епископом Лимбурга.
Вскоре после своего назначения на должность ординария епархии Лимбурга Франц-Петер Тебартц-ван Эльст начал обновление епископской резиденции на Соборном холме в Лимбурге, что привело к значительной трате епархиальных средств. В октябре 2013 года Конференция католических епископов Германии провела расследование деятельности епископа Франца-Петера Тебартц-ван Эльста и доложила о результатах проверке Римскому папе Франциску. 21 октября 2013 года Римский папа Франциск принял на аудиенции епископа Франца-Петера Тебартц-ван Эльста.
Это событие очень широко разошлось по стране и бурно обсуждалось в СМИ. По поступившей информации на строительство резиденции Тебартц-ван Эльст потратил около 31 миллиона евро, а так же еще на 2 миллиона нанёс ущерба соседним с резиденцией зданиям — была повреждена черепица, штукатурка зданий, был брошен строительный мусор. C ноября 2013 года Тебартц-ван Эльст временно переведён в монастырь.

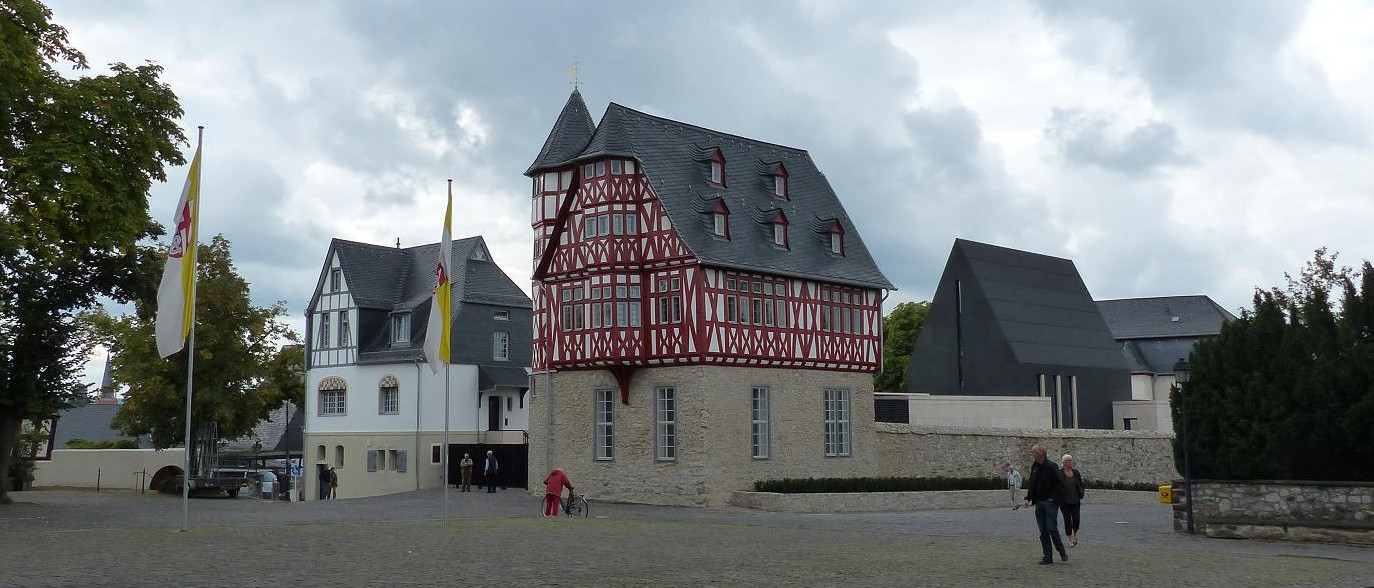
Новая епископская резиденция на Соборном холме

26 марта 2014 года папа Франциск принял отставку Тебартц-ван Эльста.